# اچ‌ام‌ای‌اس یون‌نان
اچ‌ام‌ای‌اس یون‌نان (به انگلیسی: HMAS Yunnan) یک کشتی بود که طول آن ۲۹۹٫۹ فوت (۹۱٫۴ متر) بود. این کشتی در سال ۱۹۲۰ ساخته شد.